# Zahmheit

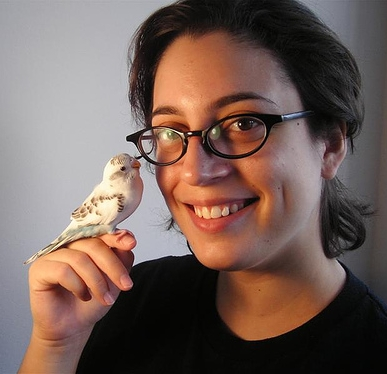
Zahmheit bei einem Wellensittich

Unter Zahmheit versteht man furcht- und aggressionsloses Verhalten von Tieren gegenüber Menschen oder anderen Arten, das entweder von Natur aus bestehen kann oder durch Zähmung erlernt wird. Zahmheit tritt nicht nur bei domestizierten Tieren und Haustieren, sondern auch bei Wildtieren auf, die den Menschen oder eine andere Art nicht als Bedrohung kennen. 
Im übertragenen Sinne wird der Begriff auch als Gegenteil von Wildheit auf andere Objekte angewendet, etwa allgemein auf das ruhige Wasser von Flüssen – sogenanntes „Zahmwasser“ im Gegensatz zu Wildwasser – oder auch beim konkreten Flussnamen „Zahme Gera“.

## Etymologie
Die Gebrüder Grimm vermerken in ihrem Deutschen Wörterbuch: „zahm ist der gegensatz zu wild.“ Abgeleitet ist es von althochdeutsch zam, eine verwandte Bedeutung besitzt mittelhochdeutsch zæme mit „geziemend“, „passend“, „angenehm“. Es handelt sich um eine Wurzel, auf die auch Zimmer, zimmern und ähnliche zurückgehen, in der Urbedeutung von fügen – geringfügig machen  oder eventuell in der Bedeutung an das Haus anpassen. Die zugrundeliegende indogermanische Wurzel dem-, woraus auch „dämmen“ und „Damm“ ableitbar ist, bedeutete so viel wie „(an)bauen“. Also wurde es seit jeher vor allem in Bezug auf die Abrichtung und Domestizierung von Tieren verwendet.

## Funktion und Auswirkungen

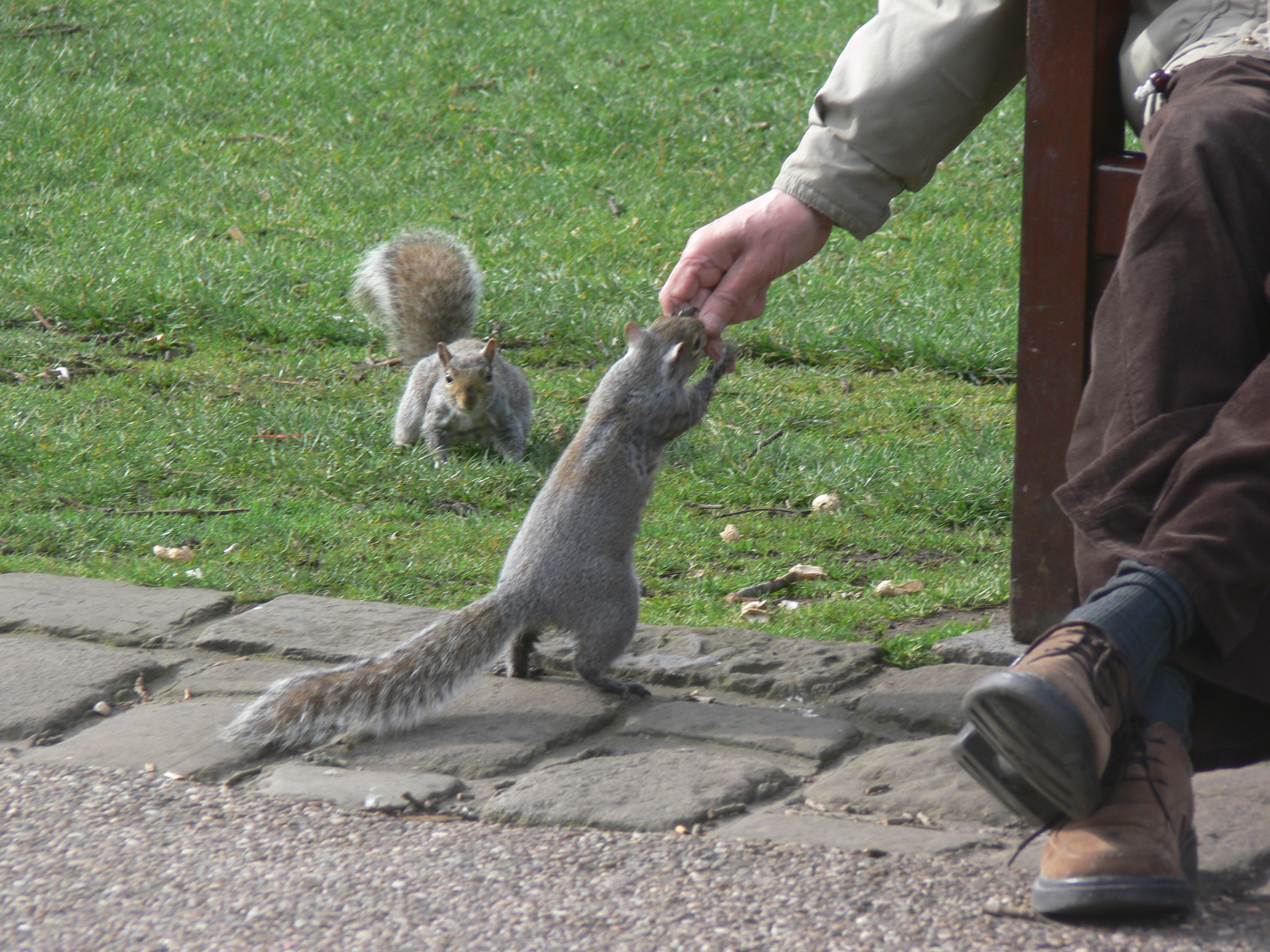
Zahme Grauhörnchen

Zahmheit kommt in der Tierzucht die Rolle eines Selektionskriteriums zu. Zahme Tiere erhalten Vorteile wie mehr Nahrung. Sie sind in der Regel kooperativer gegenüber dem Menschen. Bei manchen wildgeborenen Säugetieren sowie bei nestjungen Vögeln kann eine Handaufzucht bewirken, dass sie relativ zahm werden, dafür aber Defizite im natürlichen Verhalten aufweisen. Bei handaufgezogenen Papageien kann die Zahmheit extreme Formen annehmen, die häufig mit Verhaltensauffälligkeiten einhergehen wie ausschließliche Fixierung auf den Menschen, häufigeres Futterbetteln, Übergewicht, stereotype Bewegungen, schlechtere Gefiederpflege und eine Neigung sich die Federn auszurupfen.

## Zahmheit auf Inseln ohne Prädatoren
Bei Leguanen auf den Galápagos-Inseln, die viele Millionen Jahre keiner Bedrohung durch Raubtiere ausgesetzt waren, beobachtete man gegenüber vom Menschen eingeschleppten verwilderten Katzen und Hunden eine scheinbare Zahmheit. In einer Untersuchung wurde bei experimenteller Verfolgung anfangs keine Stressreaktion in Form eines erhöhten Cortisolspiegels gemessen. Diese stellte sich aber nach wiederholten Erfahrungen wieder ein. Die anfänglich geringe Vorsicht nahm zu, sie reichte aber für eine erfolgreiche Flucht nicht aus. Die Daten deuteten darauf hin, dass bei diesen inselbewohnenden Leguanen zwar flexible physiologische Stressreaktionen möglich waren, dass die Tiere aber keine ausgeprägten Reaktionsnormen für scheues Verhalten besaßen.

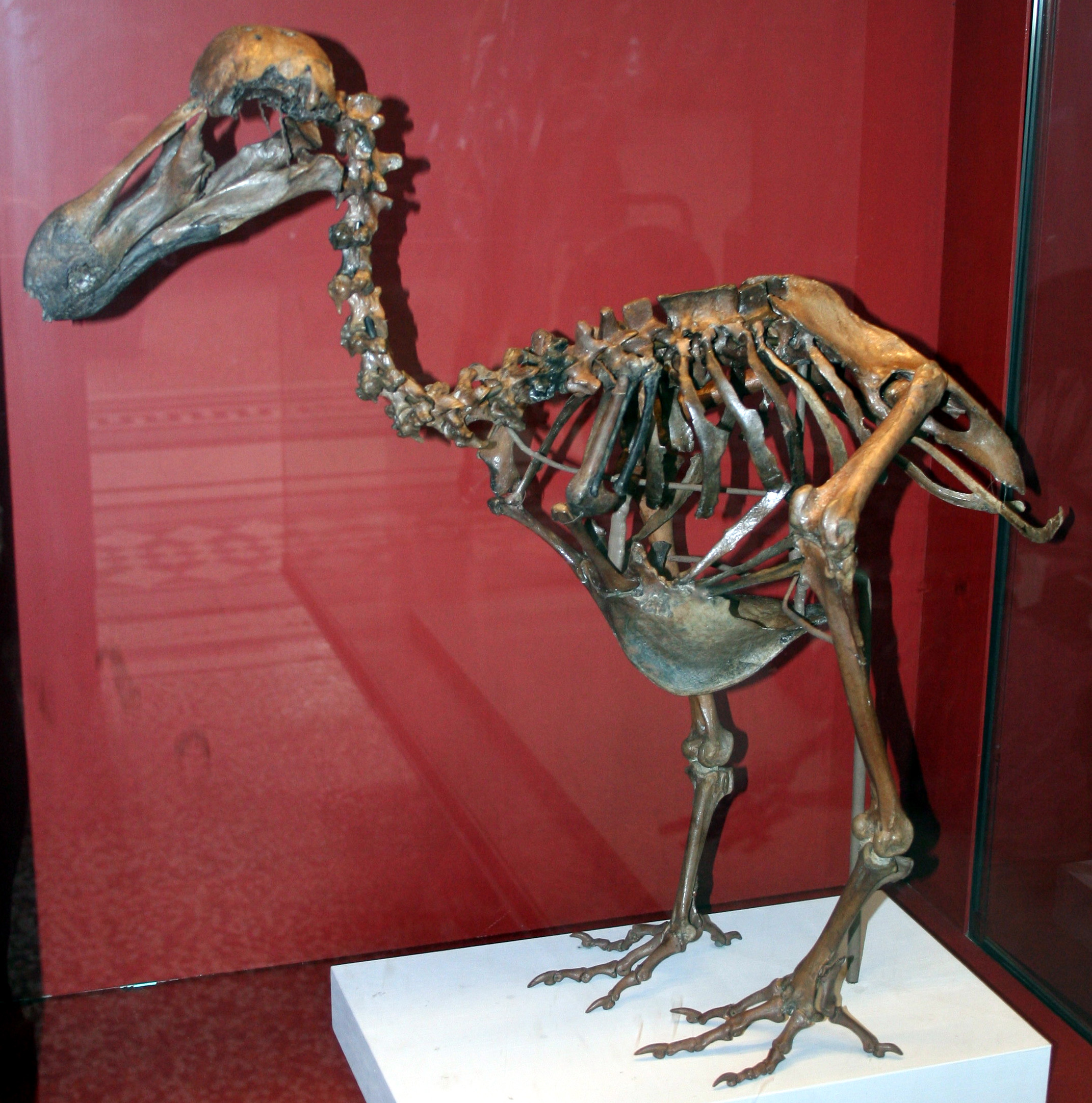
Fossil eines Dodo im Natural History Museum in London

In der Evolution entstandene Zahmheit durch Abwesenheit von Fressfeinden kann für seltene Tierarten zum Verhängnis werden. Bei dem auf Mauritius endemischen flugunfähigen Dodo begünstigte dessen Zutraulichkeit seine Ausrottung durch den Menschen.